# Museo archeologico nazionale G. Carettoni di Cassino
Il Museo archeologico nazionale Gianfilippo Carettoni di Cassino è situato lungo l'ex ss. 149, che dal centro urbano conduce a Montecassino. L'edificio è stato costruito a ridosso delle mura dell'antica Casinum, centro di remota origine e dell'area archeologica, in posizione sovrastante l'anfiteatro e presso la cosiddetta Porta Campana, venuta alla luce solo successivamente alla realizzazione del museo stesso.
Dal dicembre 2014, il Ministero per i beni e le attività culturali lo gestisce tramite il Polo museale del Lazio, nel dicembre 2019 divenuto Direzione regionale Musei. Nell'anno 2015 ha avuto 8756 visitatori.

## Storia
La prima pietra per la costruzione della struttura che accoglie il museo archeologico è stata posta il 15 marzo del 1966 in occasione del ventiduesimo anniversario della distruzione di Cassino avvenuta durante la seconda guerra mondiale.
I lavori di edificazione subirono notevoli ritardi e furono ultimati solo verso la fine degli anni settanta, l'inaugurazione del museo è avvenuta nel 1979.
Il 2003 è un anno importante: il 12 dicembre il museo viene intitolato a Gianfilippo Carettoni, archeologo al quale si devono importanti e fondamentali studi su Casinum, oltre a quelli realizzati alla fine del '700 da Don Flavio Della Marra e all'inizio del '900 da Luigi Pigorini.
Gianfilippo Carettoni ha legato il suo nome alla riscoperta e valorizzazione del teatro romano di Cassino: gli scavi da lui effettuati e gli studi pubblicati ne fanno un benemerito per la città laziale.

## Struttura del museo
Il museo si sviluppa su una superficie di 500 m² organizzata in tre sale e un lapidarium al piano inferiore. Già nel giardino è esposta una raccolta di frammenti architettonici, per lo più pertinenti a sepolcri e di epigrafi.

### Ingresso
All'entrata osserviamo materiali lapidei e reperti di epoca preistorica e risalenti alla protostoria.
Per i primi abbiamo un'ara in calcare con epigrafe dedicatoria proveniente e un fusto liscio di colonna in marmo policromo dal teatro di Cassino ascrivibile all'età augustea.

#### Vetrina a banco
Mostra vasetti miniaturistici con datazione che va dal IX al VII secolo a. C., rinvenuti ad Aquino, a Villa S. Lucia-S. Scolastica e a Pietra Panetta.
Da Cassino, presso la Località Folcara, proviene un frammento di molare d'elefante, databile al paleolitico.

### Prima sala (ottagona)

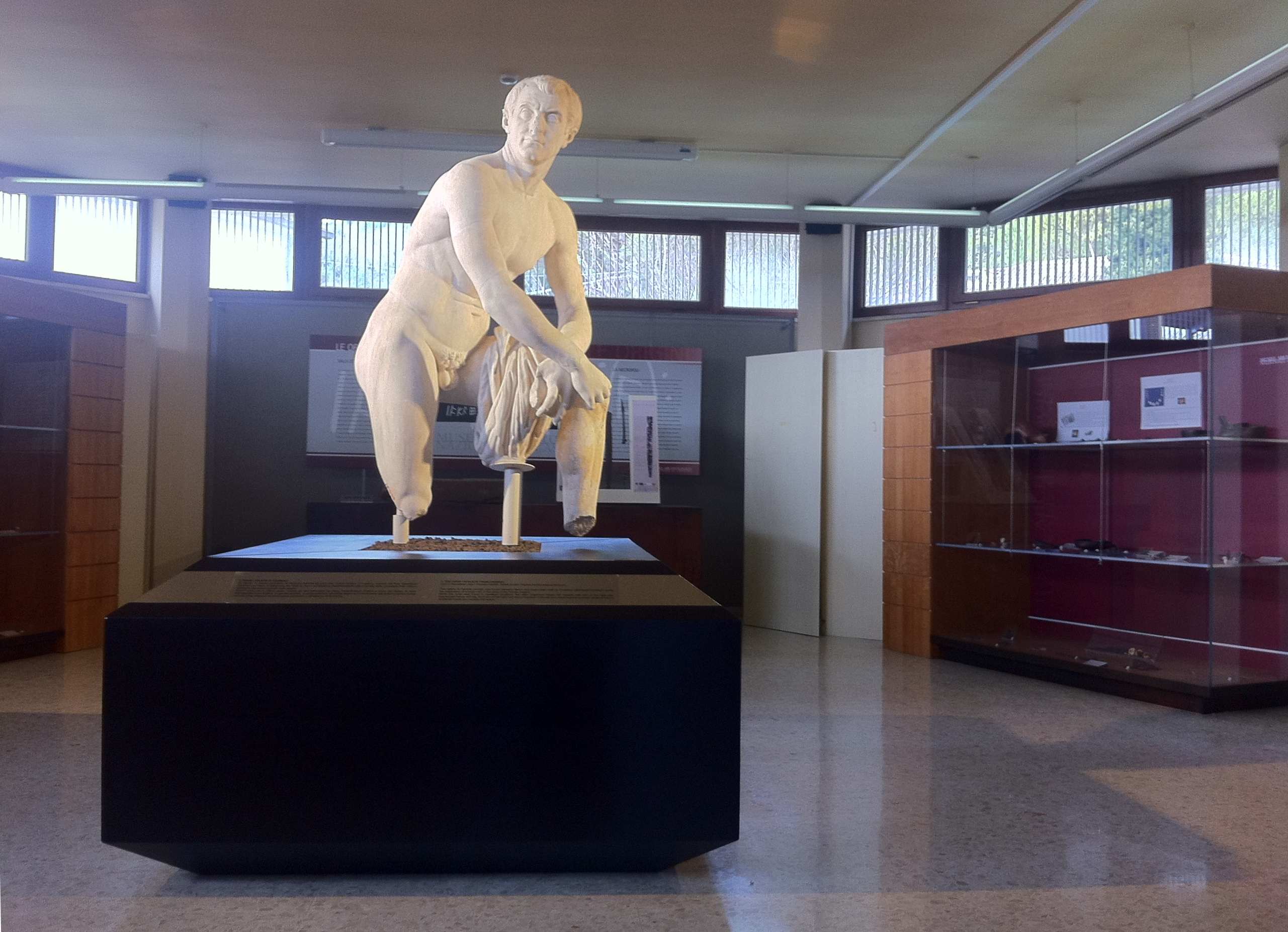
Panoramica della prima sala del Museo Archeologico Nazionale G. Carettoni di Cassino.

La sala contiene materiale risalente alla preistoria e alla protostoria, oltre ai reperti di epoca romana provenienti dalla necropoli di Campo di Porro, e la statua dell'eroe, anch'essa di epoca romana.
Ai due lati dell'entrata troviamo una colonnina marmorea scanalata e un fusto di colonnina in marmo bigio.

#### Prima vetrina
Presenta i rinvenimenti provenienti dalla necropoli di Campo di Porro. La necropoli è stata individuata in località Campo di Porro, a pochi chilometri dalle mura di Casinum. L'area sepolcrale è di età romana, collocabile dal I al II secolo a. C.
Primo Ripiano: bronzo (monete; un ardiglione; chiodi; una pinzetta; un anello; aghi; una campanella, forse pendaglio; una lastrina); ferro (un coltello; chiodi; diversi elementi e strumenti); ceramica (un frammento; balsamari; una fuseruola); argento (una moneta); osso (uno spillone); vetro (balsamari); una gemma incisa con il volto di Ercole; una castone di anello; brocchette in impasto.
Secondo Ripiano: un'anfora frammentaria; diverse olle in impasto; coperchi di olla; una ciotola in terra sigillata italica; una coppa.
Terzo Ripiano: sono esposti due scheletri di fanciullo rinvenuti nella tomba 9, entrambi collocabili al II-III secolo d. C.

#### Seconda vetrina
Contiene i rinvenimenti dal sepolcreto di Casinum: necropoli volsca dell'età del ferro che sarà poi utilizzata anche dai romani, individuata da Gianfilippo Carettoni in una zona relativamente pianeggiante situata a ridosso dell'area archeologica. Sono state recuperate sedici sepolture di cui cinque sono femminili, sette maschili, una di infante, le altre non sono definibili per la scarsezza del materiale. I resti dei corredi funerari rinvenuti permettono di datare il sepolcreto a un periodo compreso tra la fine dell'VIII e il VI secolo a. C. La vetrina contiene poi rinvenimenti da luoghi vicini a Cassino: Villa S. Lucia-S. Scolastica, S. Vittore del Lazio-Colle Radicosa, Aquino, S. Biagio Saracinisco-Ominimorti. Tali resti appartengono alle età della preistoria e della protostoria.
Primo Ripiano: espone i corredi funerari delle tombe 1-2-3-4-5, sono fibule in bronzo; vaghi (perle) a forma di goccia in ambra; una borchietta (ornamento di velo o abito) in bronzo; lame di ferro; armille in bronzo; anelli in bronzo; un raschiatoio in selce; resti di vaso in impasto. È presentata anche un'anfora in impasto con decorazione incisa, proveniente da Villa S. Lucia-S. Scolastica.
Secondo Ripiano: contiene i corredi delle tombe 6 e 7 del sepolcreto di Casinum. Abbiamo: bronzo (fibule; armille; elementi di cintura; pendagli a bulla circolare; pendagli ad ancora; una catenella di anellini concatenati tra loro; una punta di lancia e un anellino); pendagli a bulla romboidale in ferro; vaghi di collana in pasta vitrea e vaghi di collana in ambra; una lama frammentaria di un coltello; una tazza carenata.
Terzo Ripiano: contiene reperti rinvenuti a S. Vittore del Lazio-Colle Radicosa (materiale d'abitato dell'età del ferro, IX-VIII secolo a. C.); Aquino (industria litica, Paleolitico Superiore); Villa S. Lucia-S. Scolastica (frammenti di bacile bronzeo, VII secolo a. C.; lama di ossidiana, età neolitica; materiale d'abitato dell'età del ferro, IX-VIII secolo a. C.; industria litica, Paleolitico Superiore e Paleolitico Medio); S. Biagio Saracinisco-Ominimorti (materiale d'abitato dell'età del ferro, IX-VIII secolo a. C.).

#### Vetrina a banco
Esibisce il calco del Lapis Satricanus. Osserviamo, poi, la cosiddetta Arma Samnitium, che appartiene al corredo dei metalli, recuperata a S. Biagio Saracinisco. Si tratta di una spada con fodero saldati insieme ad elementi di giavellotto di datazione ascrivibile al IV-III secolo a. C.

#### Terza vetrina
Presenta i resti rinvenuti presso il sepolcreto di Casinum.
Primo Ripiano: espone i resti dei corredi delle tombe 8-9-10-11, con fibule; fermatrecce; una brocchetta; elementi in bronzo; tazze con impasto bruno; una scodella; pendagli d'ambra; vaghi di pasta vitrea; una catenella; un'olla in impasto rossastro; frammenti di vaso in impasto.
Secondo Ripiano: contiene i reperti dai corredi delle tombe 12-13-14-16 con fibule in bronzo; un elemento bronzeo, forse pendaglio; resti di scheletro; una lama di coltello in ferro; una scodella monoansata; un anello e due spirali in bronzo; un elemento di fibbia di cinturone; un'ascia in ferro; un'anforetta in impasto bruno scuro; frammenti di tazza; un piccolo pendaglio in osso.
Terzo Ripiano: contiene i resti del corredo della tomba 15, con schegge di selci; un'ascia in ferro; una corta spada in ferro; piccoli anelli; un pendaglio in bronzo; fibule.

#### Quarta vetrina

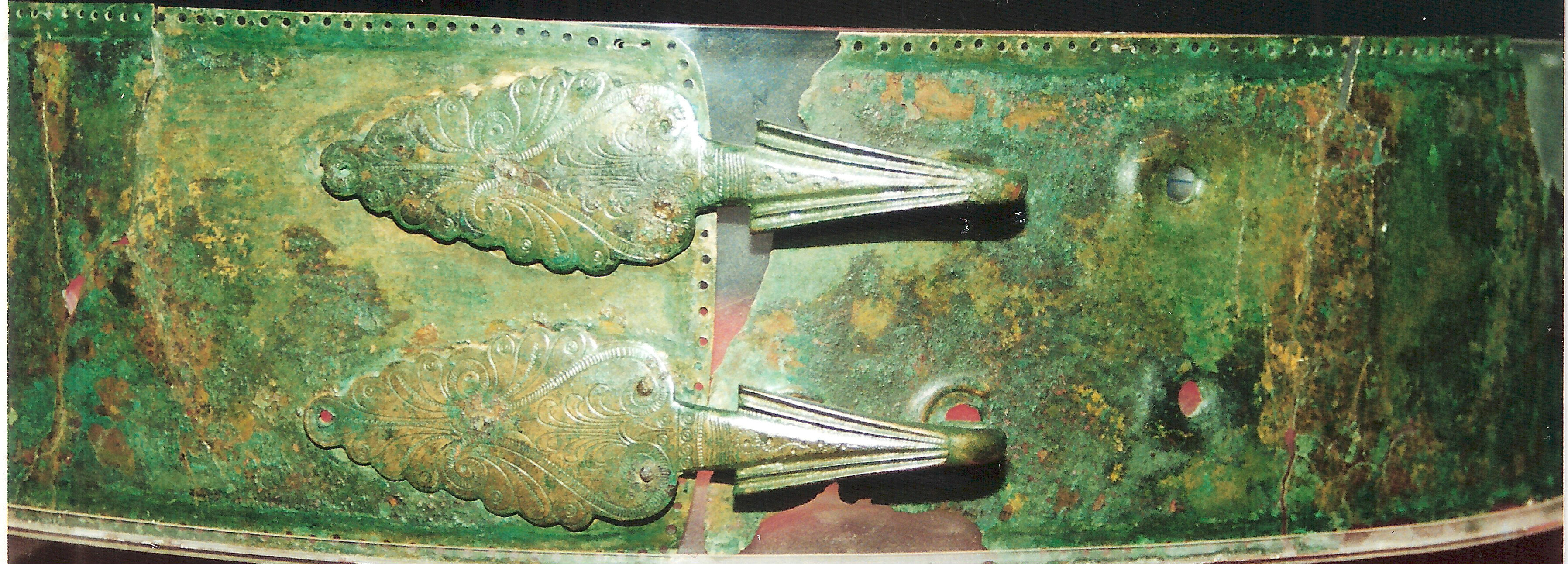
Cinturone sannita appartenente al corredo dei metalli proveniente da S. Biagio Saracinisco (V-IV secolo a. C.)

Primo Ripiano: espone il materiale proveniente da S. Biagio Saracinisco-Ominimorti, risalente ad un periodo di V-IV secolo a. C., con metalli (un cinturone sannita in bronzo; punte a giavellotto in ferro); reperti ceramici; una scodella; una coppa con piede. Osserviamo poi un rinvenimento proveniente dalla stipe votiva di Mèfete di Aquinum, tale stipe è una delle tante dedicata a questa divinità italica, legata alla presenza di acque terapeutiche, diffuse nell'Italia centro-meridionale. L'oggetto in questione è un frammento del labbro di un vaso di marmo con iscrizione destrorsa in lingua osca a Iunoni Puplunai, Giunone Pupluma, databile al III secolo a. C.
Secondo Ripiano: espone materiale proveniente dalla necropoli volsca di Satricum, con olle; un kantharos; anforette; scodelle a vernice nera; coppette; brocchette; un kylik a vernice nera; un pelike a vernice nera; una tazza a vernice nera.
Terzo Ripiano: mostra materiale sporadico dal sepolcreto di Casinum, con vasi e frammenti di vasi; diverso materiale bronzeo (una fibula, una punta di lancia, anelli, frammenti); schegge silicee; un'anforetta.

#### Statua dell'eroe

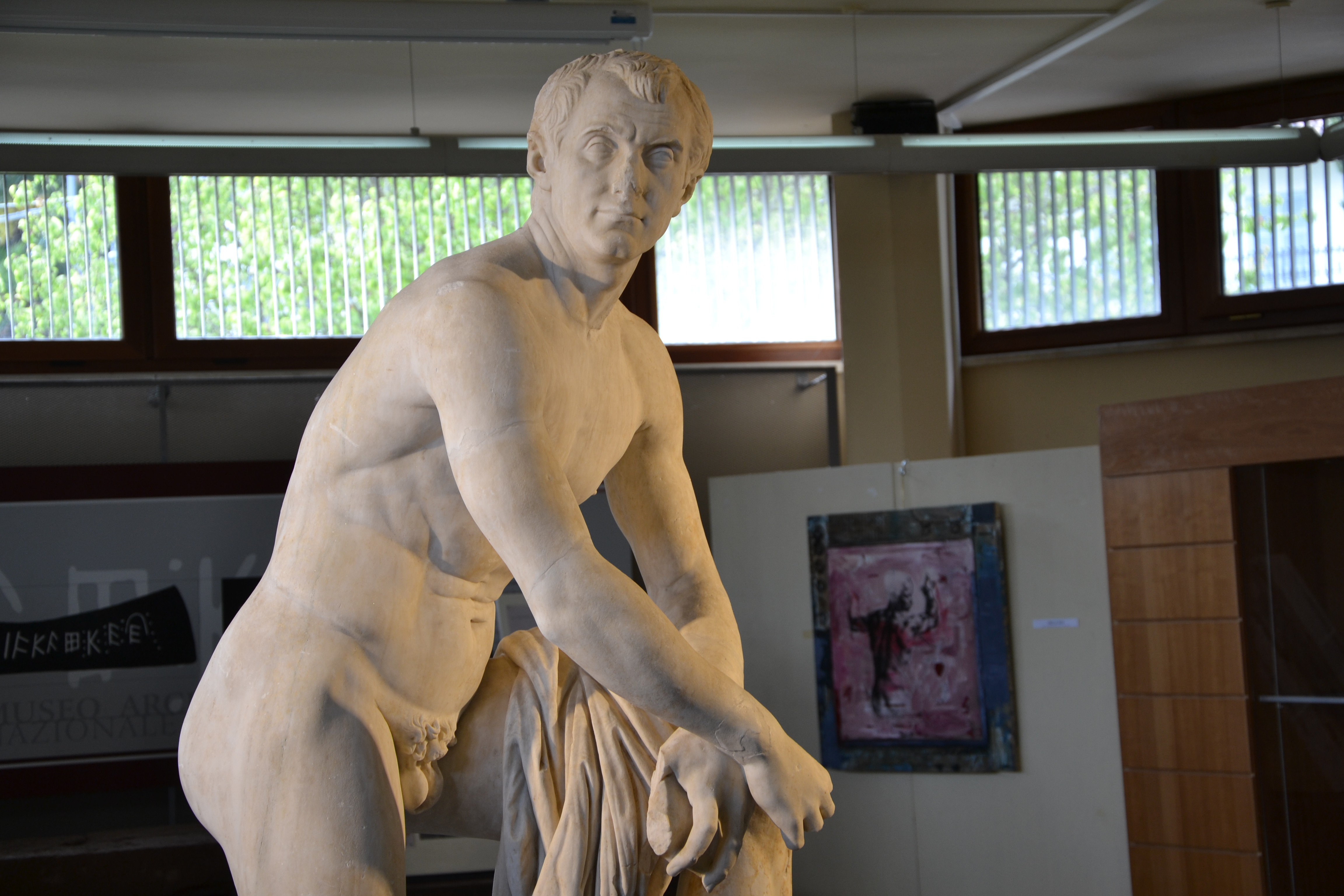
Statua rinvenuta nel teatro di Casinum (seconda metà del I secolo a.C.).

La statua è stata rinvenuta da Gianfilippo Carettoni durante gli scavi del teatro nel 1936, all'interno del pozzo grande della scena. Nel 1938 l'eccezionale reperto venne portato al Museo Archeologico Nazionale di Napoli. Nel 2002 il calco dell'eroe è stato esposto presso questo Museo Archeologico di Cassino e solo nell'aprile 2013 l'originale è rientrato a Cassino, in occasione dei Campionati Nazionali Universitari.
La statua è databile alla fine della Repubblica romana, alla seconda metà del I secolo a.C.
È in marmo pentelico, al momento dello scavo solo il torso era in ottimo stato, mentre gli altri frammenti furono trovati ad una certa distanza da esso sparsi all'interno e all'esterno della scena.
Dopo la ricomposizione l'immagine rappresenta un uomo in nudità eroica in atteggiamento di riposo e distacco dall'impresa appena compiuta. L'atteggiamento è quello di un uomo nel pieno della sua virilità, dai tratti energici e risoluti evidenziati dalle profonde rughe, dagli occhi incassati nelle orbite e dalla bocca dal taglio fermo. La tipologia del volto, dalla fisionomia fortemente personalizzata, è ottenuta con un modellato che si distingue da quello del corpo, più morbido e sfumato, per i tratti decisi della caratterizzazione di ogni particolare della testa. L'intenzione di creare un ritratto personalizzato su di un corpo atletico di derivazione greca riporta al gusto neoattico tipico della fine della Repubblica romana, periodo in cui numerosi esempi attestano il ricorso a modelli derivati dalle opere degli artisti greci. Probabilmente, nel caso dell'eroe, si tratta di un membro della famiglia della gens Ummidia che annovera importanti personaggi quali Gaio Ummidio Durmio Quadrato e sua figlia Ummidia Quadratilla.

### Seconda sala
Sono esposti i materiali architettonici, scultorei e ceramici provenienti dall'area archeologica di Cassino, in più i reperti dalla necropoli di Casinum e dalla necropoli di Aquinum.

#### Materiali disposti in sala (da sinistra)
- Capitelli ionici: due capitelli a quattro facce in stucco bianco, rinvenuti presso il mausoleo di Ummidia Quadratilla e databili alla seconda metà del II secolo a. C.

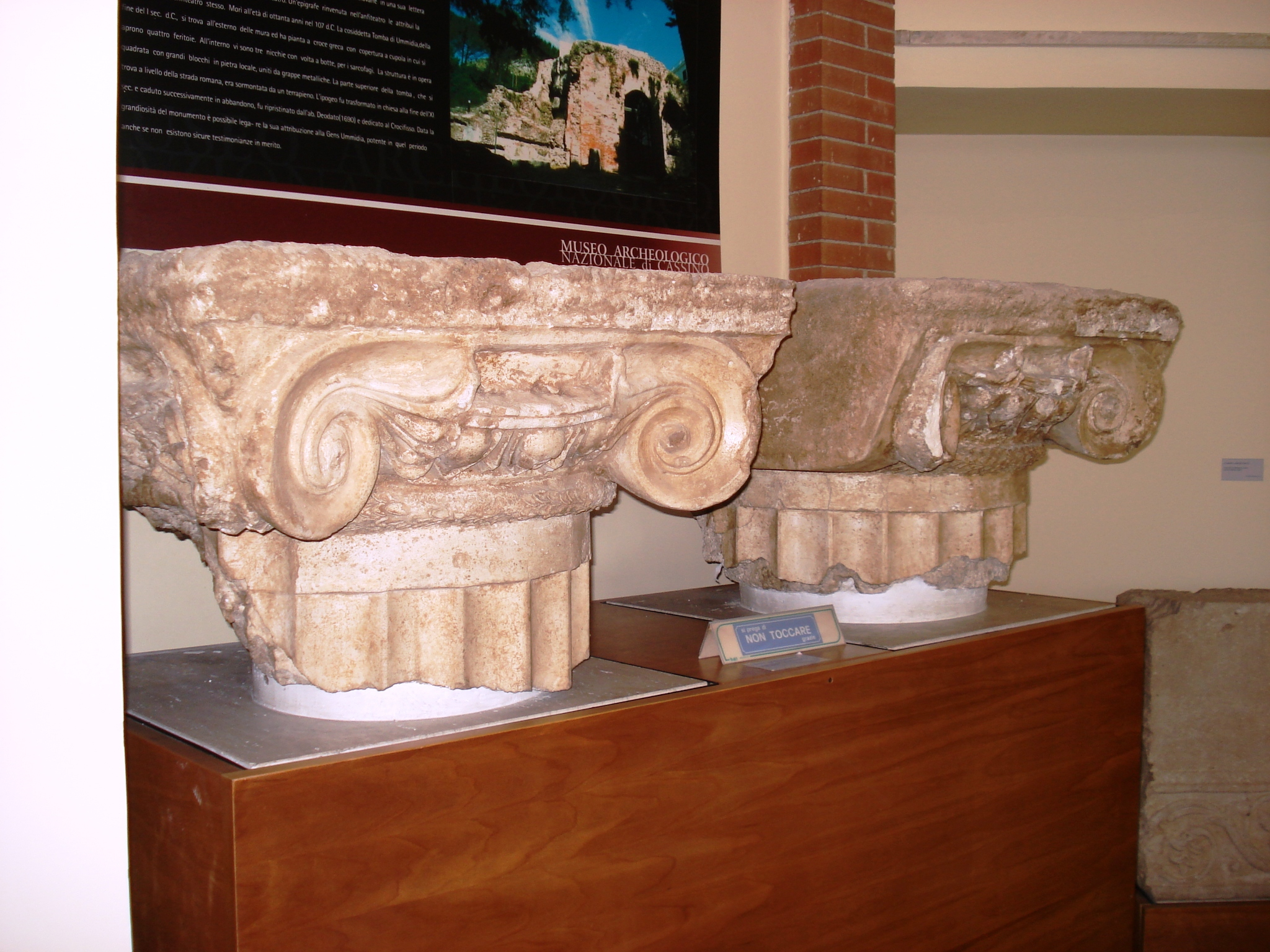
Capitelli rinvenuti presso il mausoleo di Ummidia Quadratilla (seconda metà del II secolo a. C.)
- Una lastra di rivestimento in calcare con decorazioni a girali: proveniente dalla necropoli di Casinum, è databile alla seconda metà del I secolo a. C.
- Due are funerarie in calcare.
- Tre frammenti di cornici curvilinee: provengono dal teatro di Casinum, sono in marmo lunense ed hanno modanature decorate con anthemion, astragalo, motivo a squame, dentelli, kyma lesbio, databili all'età augustea.

#### Materiali disposti sul tavolo centrale
- Un frammento di fusto di colonna, proveniente dal teatro di Casinum, è in marmo pavonazzetto e databile all'età augustea.
- Una testa marmorea di Atena: di provenienza ignota, e databile al periodo che va dal I secolo a. C. al II secolo d. C.
- Un frammento di cornice curvilinea, proviene dal teatro di Casinum, è in marmo lunense con modanature decorate, ed è databile all'età augustea.
- Tre capitelli provenienti da Cassino, databili all'età imperiale: il primo è stato rilavorato e reimpiegato come base di elemento angolare per la chiesa Madre di Cassino.

#### Letto funerario dalla necropoli diAquinum

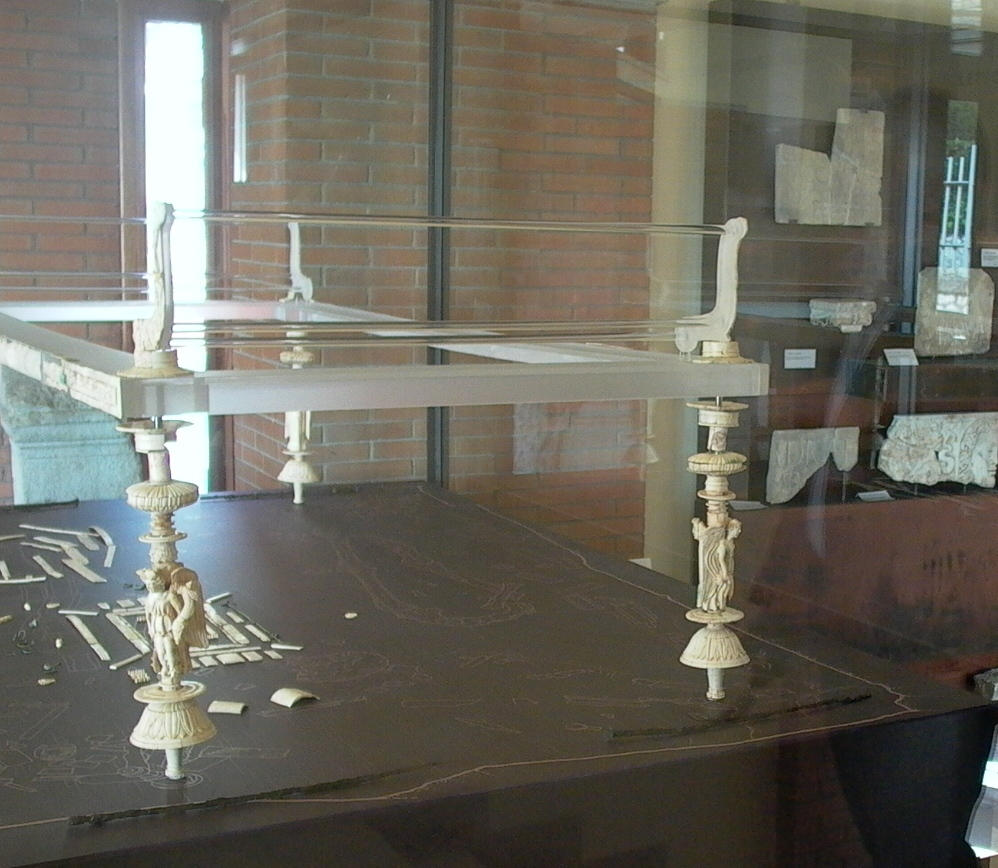
Letto in osso rinvenuto dalla necropoli Aquinum.

La sala offre reperti dei corredi e il letto in osso provenienti dalla necropoli di Aquinum.
Dalla necropoli è emerso un consistente corredo e nella vetrina a banco è esposta una parte di questi materiali. Questi oggetti consentono di datare l'inizio della necropoli tra la fine del III e l'inizio del II secolo a. C., con una frequentazione ininterrotta fino all'inizio del I secolo a. C.
Tra i rinvenimenti dalla necropoli c'è un letto in osso, che è stato scoperto sul lato di fondo della tomba 6 insieme ad altri elementi, è stata, infatti, ipotizzata la presenza di una cassettina con decorazioni in osso e metallo e, forse, un piccolo sgabello, sempre in osso, di cui sono stati trovati dei resti. Il letto funerario, composto da 4 fulcra, 2 sponde ricavate sui lati lunghi del manufatto e le gambe, risulta completo nella sua ricostruzione.
Notiamo una struttura slanciata e una decorazione ad altorilievo dei cilindri delle gambe e bassorilievo dei fulcra.
Le gambe erano costituite da una struttura lignea con anima in ferro e decorata da elementi in osso modulari; la parte figurativa in altorilievo propone sul lato estremo figure femminili alate, sul lato interno erme con teste femminili e/o di putti.
I fulcra erano rivestiti sulle due facce laterali da lastrine sagomate e decorate in bassorilievo, nel culmen teste di cigno che portano nel becco un fagotto, nel campo centrale centauri accovacciati con pisside in una mano, nei medaglioni teste maschili di profilo.
Le sponde erano decorate da elementi convessi, ricorrenti al centro, e da cornici laterali.
Il letto era probabilmente ricoperto da una lamina d'oro (tracce di doratura e foglie sulla capigliatura, panneggi delle vesti e ala).

### Terza sala

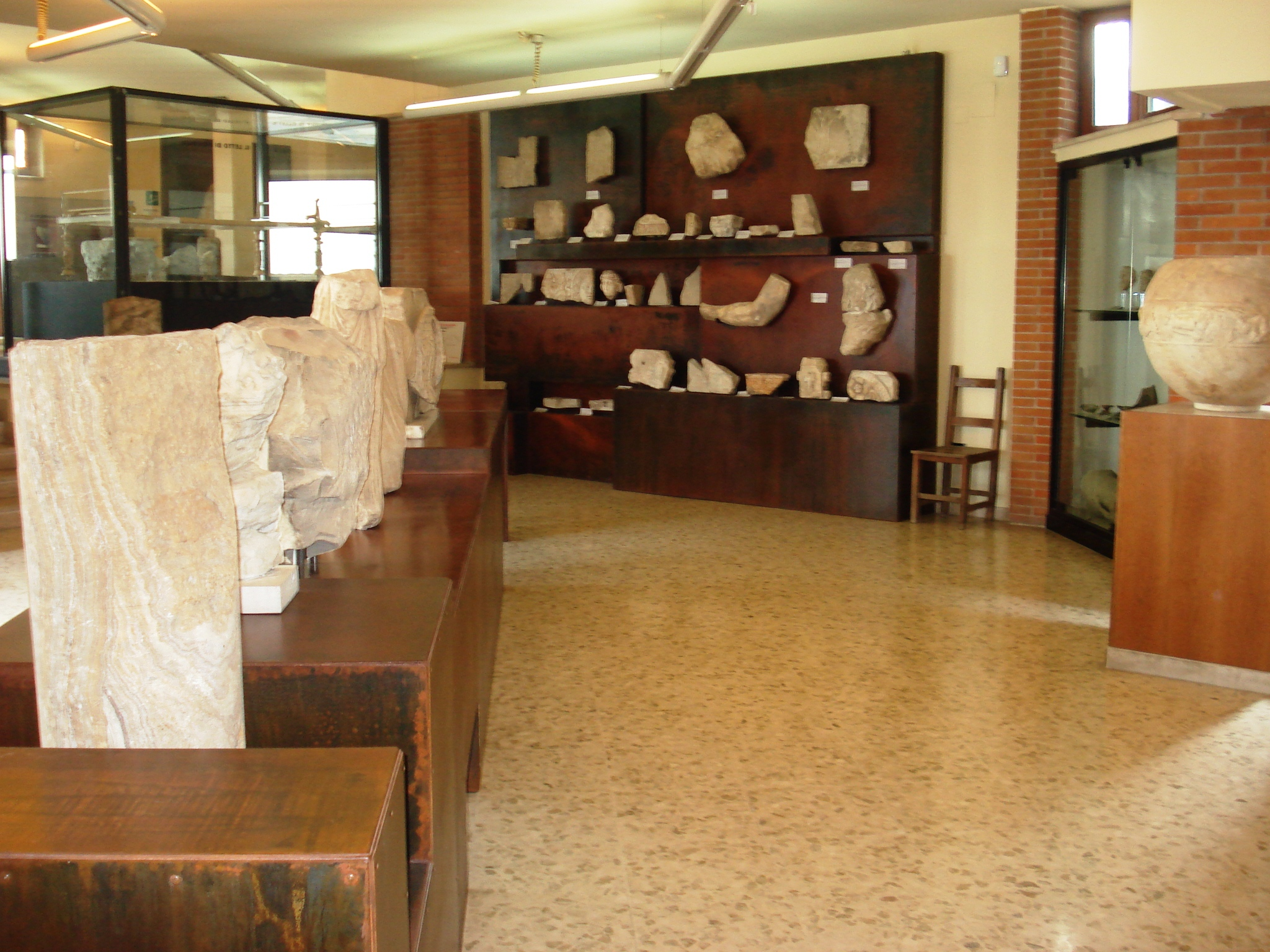
Panoramica della terza sala.

Vi sono raccolti materiali architettonici, scultorei, epigrafici e ceramici provenienti dal teatro e dall'area archeologica di Cassino, oltre che da località vicine.

#### Materiali disposti in sala (da sinistra)
- Due frammenti di fusto liscio di colonna, in marmo africano, dal teatro, di età augustea.
- Un'ara cilindrica in calcare decorata con ghirlande a rilievo sostenute da bucrani, proviene da Via Panoramica sulla s. s. Montecassino ed è databile alla prima metà del I secolo a. C.
- Un coperchio di cinerario in calcare ad omphalos, decorato con un tralcio d'edera, proviene da Cassino, località ignota, ed è databile al I secolo a. C.
- Un elemento di forma quadrangolare, proveniente dalla chiesa di S. Maria del Riparo di Cassino, e databile in età augustea.
- Un elemento di macina, proveniente dal teatro.
- Due frammenti in calcare di fregio d' ordine dorico a triglifi alternati a metope, rinvenuti in contrada Foresta a Cervaro, databili al I secolo a. C.

#### Materiali disposti sul tavolo centrale
Sono esposti rinvenimenti provenienti dal teatro, databili all'età augustea: un frammento di torso in marmo bigio pertinente ad una statuetta rappresentante un cavallo nell'atto di impennarsi; un frammento di lastra marmorea in marmo bianco decorato a motivi floreali; frammenti di statua in marmo bianco; una base triangolare di candelabro in marmo pentelico (su ognuno dei lati c'è un oggetto dionisiaco); un frammento di fusto liscio di colonna in alabastro listato. Da provenienza ignota e databili tra il I e il II secolo a. C. vi sono una porzione di rilievo funerario in marmo bianco, rappresentante il busto di due defunti. Dall'area archeologica proviene una statua femminile con chitone in marmo bianco del II secolo d. C.

#### Griglia
Espone iscrizioni e reperti lapidei in marmo provenienti dal teatro e da zone limitrofe, databili dal II secolo a. C. al III secolo d. C.

#### Prima vetrina
Primo ripiano: mostra esemplari di testine marmoree e un frammento di mano scoperti nel teatro, sono databili tra la fine del I secolo a. C. e il II secolo d. C.
Secondo ripiano: espone ceramiche provenienti dall'area archeologica. Abbiamo coppe, piatti e coperchi in ceramica a vernice nera databili tra il IV e il II secolo a. C. Seguono alcuni frammenti del III-II secolo a. C. Infine osserviamo alcuni esemplari di coppe e tazze in ceramica sigillata italica, in terra sigillata tardo italica e terra sigillata chiara africana, databili tra il I e il VII secolo d. C.
Terzo ripiano: espone anfore e frammenti di anfore rinvenuti in area archeologica e databili tra il III secolo a. C. e il II secolo d. C.

#### Vaso con segni zodiacali

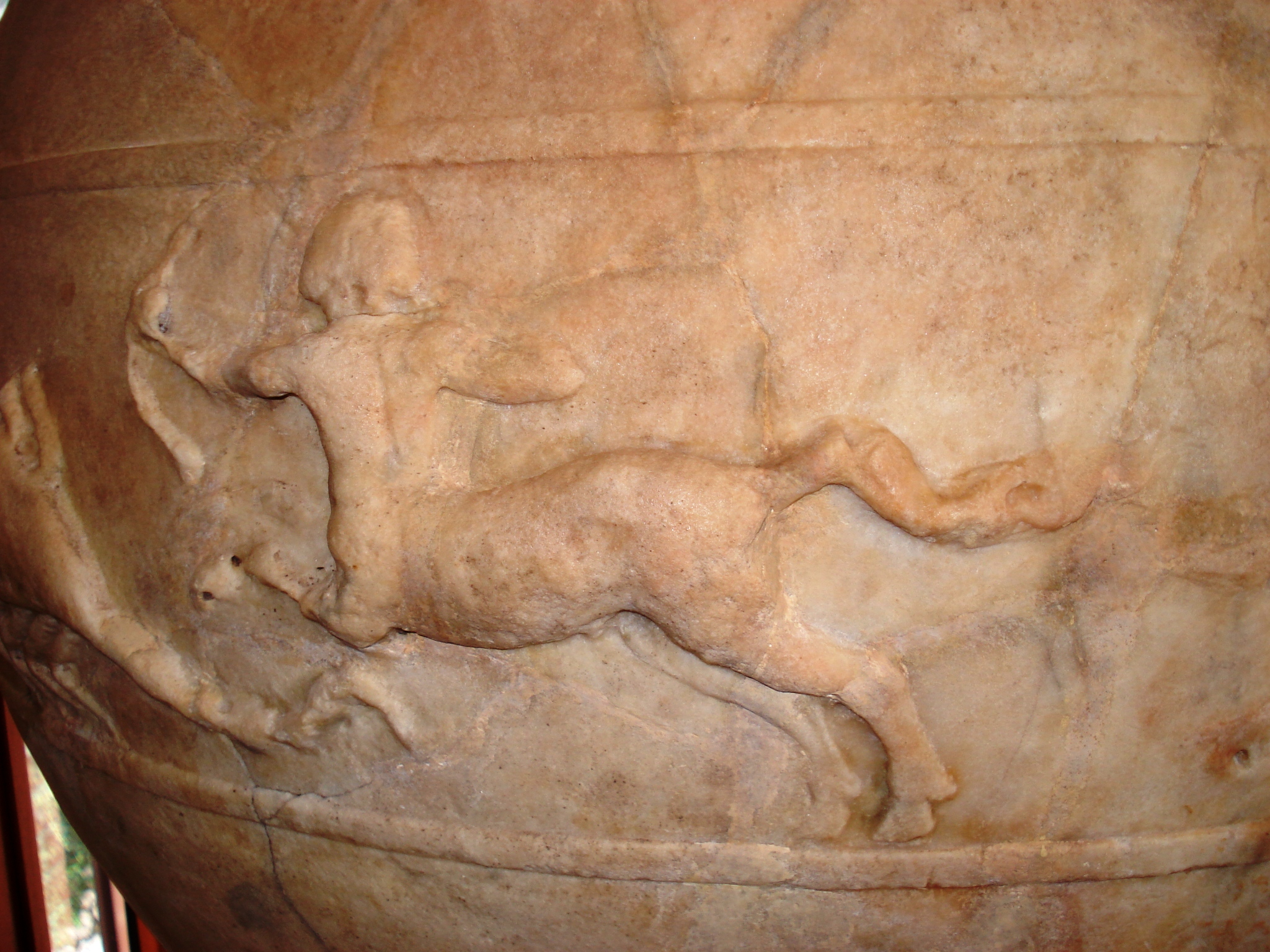
Manufatto in marmo bianco proveniente da Aquinum (II secolo d.C.).

Si tratta di un manufatto in marmo bianco, proveniente da Aquinum e databile al II secolo d. C. Le pareti sono lisce, la fascia centrale è decorata con la raffigurazione dei segni dello zodiaco, nella sequenza canonica, tuttavia non è rappresentato il segno dei pesci. I segni zodiacali sono di dimensioni differenti e posti a distanze diverse l'uno dall'altro.

#### Seconda vetrina
Primo ripiano: mostra ceramica da mensa e da fuoco di uso quotidiano, gli esemplari provengono dall'area archeologica e sono databili tra il III secolo a. C. e il V secolo d. C. (un tegame; coppe; un frammento di bacino; boccalini e brocche per liquori; coperchi per pentole; balsamari usati per contenere profumi; frammenti di anfore, anse e frammenti di anse; fuseruole; fittili interpretati come lucerne, candelieri o tappi di anfore).
Secondo ripiano: espone materiali provenienti dal sepolcreto di Cassino e dal Ninfeo Ponari, databili tra il III secolo a. C. e il II secolo d. C., con antefisse fittili e frammenti di antefissa; lastre fittili e frammenti di lastre fittili e in marmo rosso; un gocciolatoio; una maschera fittile; pesi da telaio; frammenti di pavimento e mosaico; frammenti di un mattone e di decorazione marmorea; un corno in bronzo con tracce di lamina in oro pertinente ad una statua; un frammento di alabastro; un piccolo animale in terracotta; testine; una mascherina.
Terzo ripiano: sempre dal sepolcreto di Cassino e dall'area archeologica abbiamo fistulae acquarie fittili e plumbee, un frammento di tubatura fittile, mattoncini circolari per suspensurae.

### Lapidarium

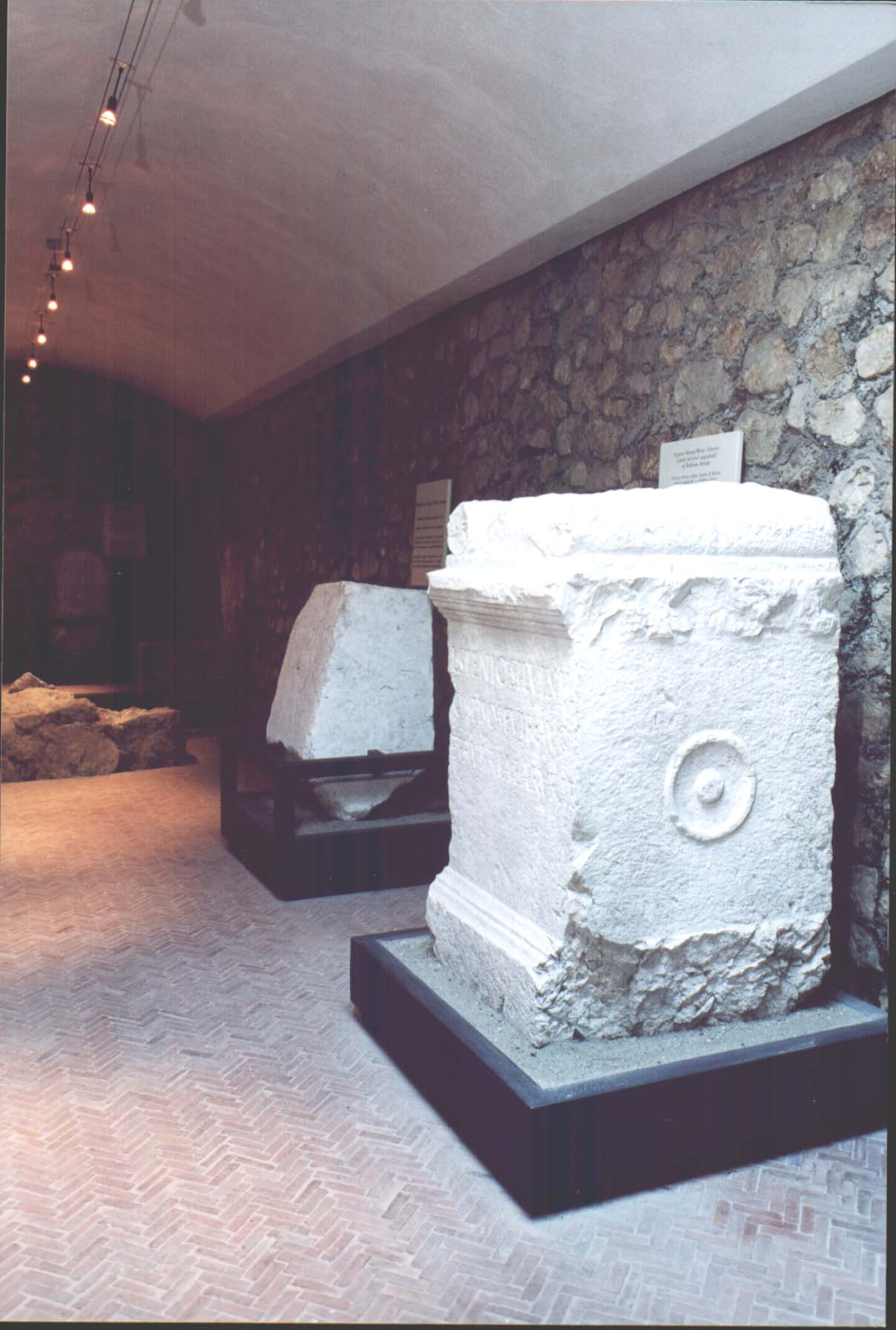
Il Lapidarium.

Durante i lavori di costruzione del museo sono stati individuati resti di strutture murarie e ambienti che testimoniano una storia edilizia plurisecolare dell'area. Ad una prima fase, inquadrabile in età repubblicana, appartengono alcuni tratti di mura in opus quadratum di calcare travertinoso. Ad una seconda fase, riconducibile forse all'età tardo-repubblicana, appartengono le strutture in opus caementicium. Il Lapidarium è costituito da due ambienti nei quali sono esposti materiali lapidei molti dei quali contengono testi epigrafici. Si tratta per lo più di iscrizioni dedicatorie che menzionano nomi e cognomi di famiglie rinomate durante la repubblica e l'Impero romano.

## Area archeologica
L'area comprende i resti dell'antica Casinum: il popolamento della città comincia in epoca preistorica ma abbiamo tracce precise soltanto a partire dalla protostoria. Casinum risulta essere popolata prima dai volsci, poi dai sanniti e passa sotto il dominio romano a partire dal III secolo a. C. L'area prevede un percorso attraverso il quale si osservano le mura megalitiche, la Porta Campana, le sostruzioni, l'anfiteatro, il cosiddetto mausoleo di Ummidia Quadratilla, il teatro, il ninfeo, passando per più tratti su strada basolata.

### Mura megalitiche

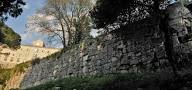
Mura megalitiche di Casinum.

Le mura megalitiche sono costruzioni avvolte in un affascinante alone di mistero e Casinum ne possiede tre diverse cinte: le prime due muraglie sono identificabili come costruzioni preromane e databili al V-IV secolo a. C., il terzo anello è sicuramente più tardo. Un ampio circuito murario racchiude l'antica città romana, si tratta di poderose mura in opera poligonale con un percorso di circa 4,5 km. La cinta abbracciava un'area più vasta di quella effettivamente urbanizzata, andando a raggiungere la cima di Montecassino e lo sperone roccioso di Rocca Janula. Un'altra cinta di mura in opera poligonale circonda Montecassino, essa è raccordata, come già esposto, al circuito della città. All'interno del circuito dell'acropoli sono visibili i resti di un terzo anello, che si trova al di sotto dell'abbazia, anch'esso in opera poligonale, con funzione di sostruzione degli edifici preesistenti.

### Porte di accesso, strada basolata e sostruzioni

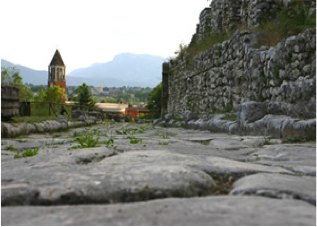
Strutture dell'antica Casinum.

L'ingresso alla città era assicurato da almeno due porte: provenendo da Roma si entrava nell'abitato attraverso la cosiddetta Porta Romana, che si apriva sul lato sud-ovest della cinta muraria in opera poligonale e, dopo aver attraversato longitudinalmente l'abitato, se ne usciva attraverso la cosiddetta Porta Campana, che si trovava sul lato nord-est. Di Porta Romana non resta traccia, cosa che invece abbiamo per la Porta Campana.
La strada basolata era in calcare bianco, classificata come via Latina Nuova, proseguiva all'interno della città e usciva dalla porta Campana. Un tracciato esterno alle mura si collegava alla precedente, il lastricato è perfettamente conservato ed è delimitato ai lati da un basso marciapiede, i visibili solchi lasciati dalle ruote dei carri attestano un'intensa e prolungata frequentazione di questo accesso alla città.
La strada lastricata extraurbana costeggia brevi tronconi delle mura e due grosse sostruzioni di terrazzamento al pendio. La prima sostruzione, molto restaurata, presenta una fronte lunga più di 15 m, con 14 nicchie e due bracci ortogonali che si interrano progressivamente nel pendio. Proseguendo lungo la strada si incontra la seconda imponente sostruzione, lunga 33,45 m. Anche questa è articolata in tre bracci: alle spalle di quello frontale c'è la solita sequenza di nicchie di scarico.

### Anfiteatro

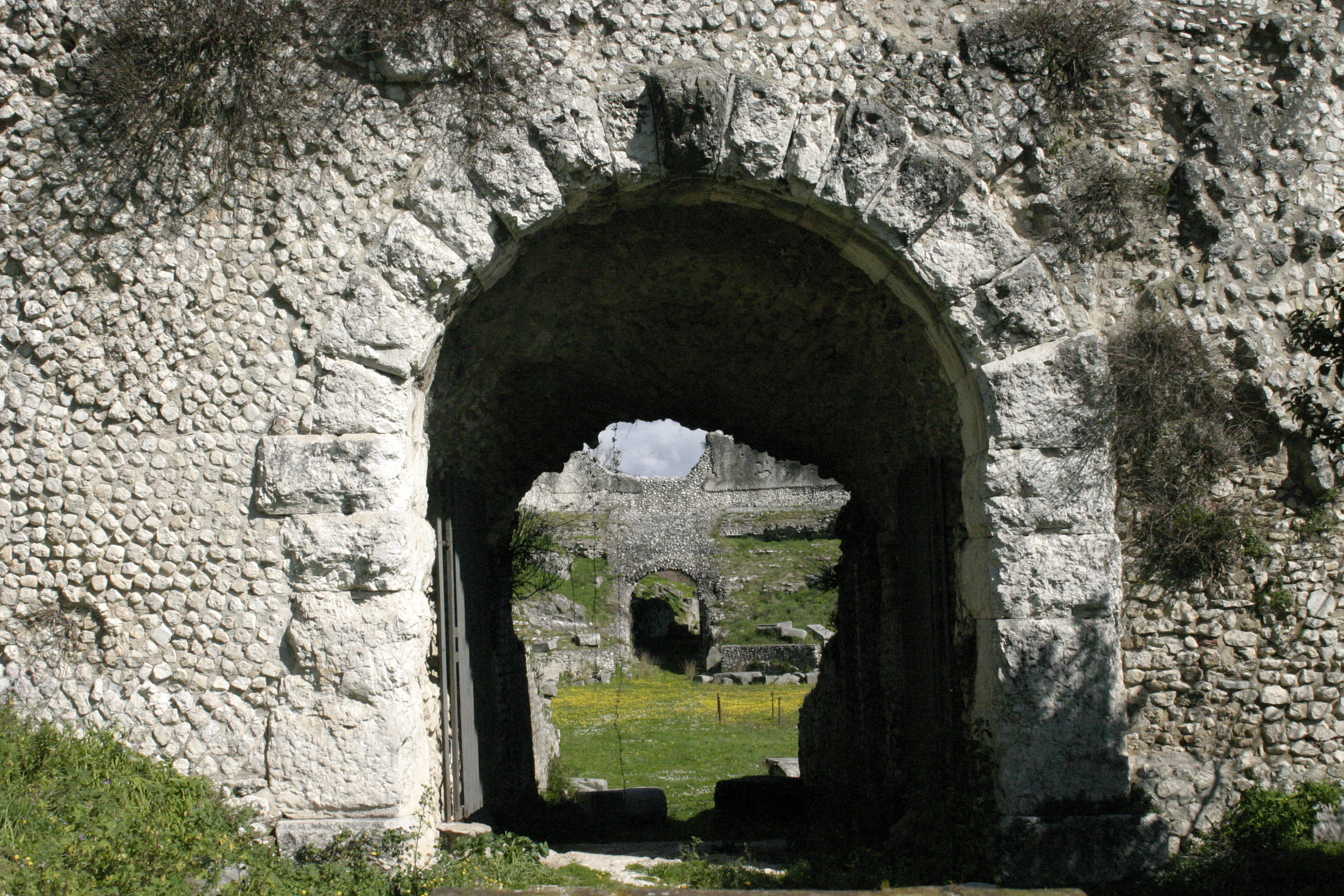
Anfiteatro di Casinum (età giulio-claudia).

L'anfiteatro è situato all'esterno dell'area urbana di Casinum, a ridosso delle mura poligonali. La scelta di questa posizione è dovuta, forse, all'assenza di altre aree edificabili all'interno della città o forse perché costruito in un terreno di proprietà della probabile finanziatrice dell'opera: la matrona Ummidia Quadratilla. Tale posizione, comunque, consentiva sia agli abitanti di Casinum sia alla popolazione del contado una piena e comoda fruibilità del monumento. L'anfiteatro venne costruito vicino alla necropoli di Casinum, nell'area dell'anfiteatro c'era, con tutta probabilità, un'appendice della suddetta necropoli che dovette essere eliminata proprio per la costruzione dell'edificio, forse per una scelta di natura politica.
L'edificio ospitava circa 4000-4200 spettatori per un totale di 12 gradinate.
La costruzione dell'anfiteatro sarebbe da collocare in un periodo precedente a quello riferibile a Ummidia Quadratilla e ascrivibile alla tarda età augustea o comunque all'età giulio-claudia.
L'anfiteatro ha una pianta ellittica, nel suo asse maggiore misura m 85, nel suo asse minore m 69, nel punto di massima altezza raggiunge i m 18, è realizzato in opus reticulatum.
Il muro perimetrale, oltre che dai fornici, è interrotto nella sua linearità da una sequenza di blocchi parallelepipedi che servivano da appoggio ai pali di sostegno del velarium.
Alla sommità delle gradinate nella parte nord ovest, sull'asse minore dell'ellissi, ci sono tre piccoli ambienti a pianta rettangolare, tre palchi. Quello centrale è il tribunal: una sorta di piccolo vano coperto a uso per le autorità.

### Mausoleo di Ummidia Quadratilla

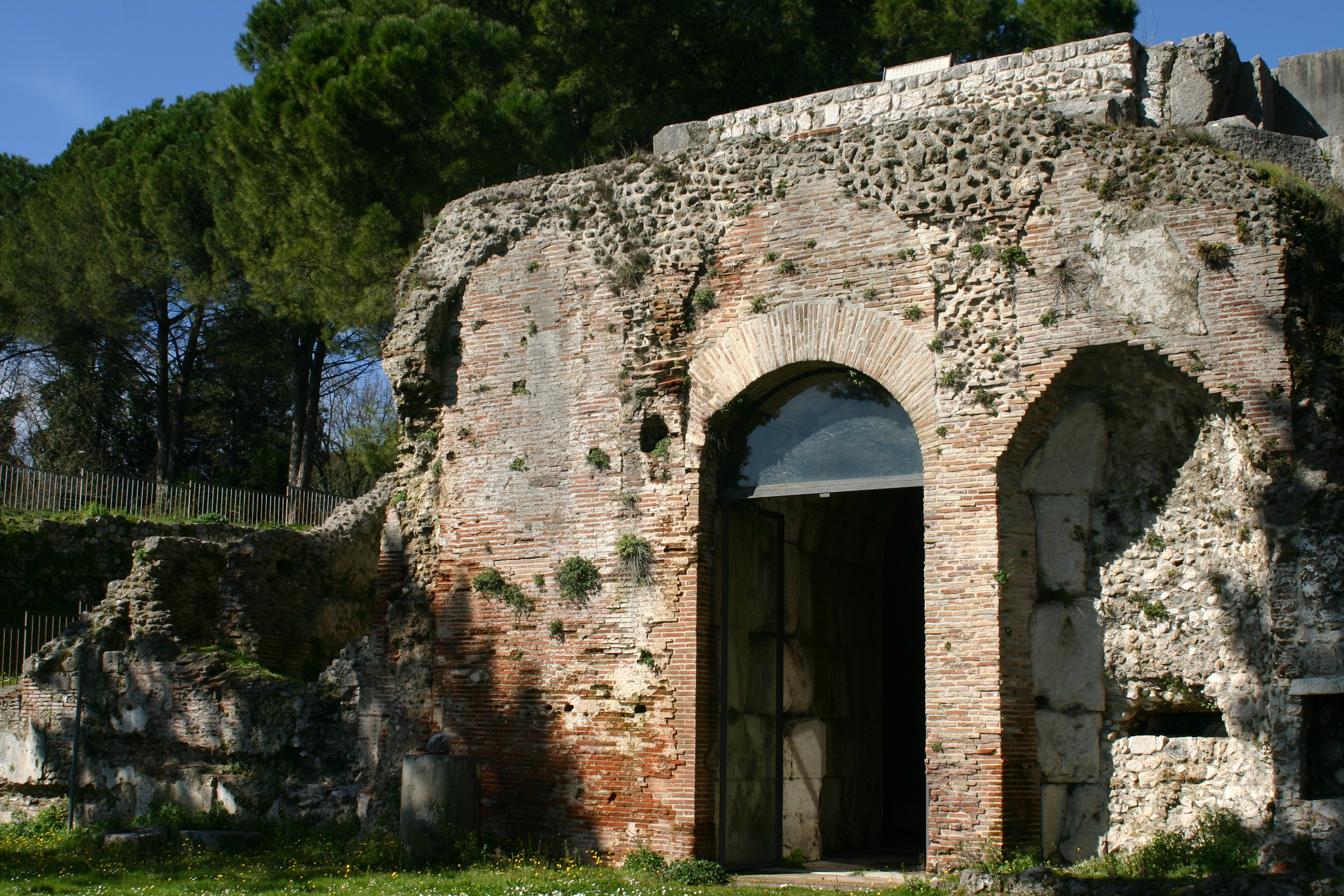
Mausoleo di Ummidia Quadratilla (metà del I secolo d.C.).

L'edificio noto come mausoleo di Ummidia Quadratilla è stato concepito in epoca romana alla metà del I secolo d. C. come mausoleo monumentale. Alla fine dell'XI secolo venne trasformato in chiesa dedicata a S. Nicola da Teodebaldo. Caduto in successivo abbandono, venne nuovamente ristrutturato per volere dell'abate Diodato alla fine del XVII secolo e dedicato al Crocifisso. I restauri seguenti hanno riportato alla luce le strutture del mausoleo, pesantemente danneggiato dai bombardamenti del secondo conflitto mondiale, azzerando quasi completamente le fasi medievali e tardo seicentesche della chiesa.
L'edificio si trova all'interno dell'area urbana di Casinum, immediatamente a ridosso della linea delle mura, appena a valle del teatro.
La tomba è realizzata con una struttura in opus quadratum che è probabilmente contemporanea alla fodera esterna in opus latericium e opera mista caratterizzata da specchiature in reticolato di calcare fra ricorsi in mattoni.
Ummidia Quadratilla Asconia Secunda apparteneva alla famiglia degli Ummidi Quadrati ed era figlia di Gaio Ummidio Durmio Quadrato.
La tomba di Ummidia Quadratilla è organizzata su due livelli. Quello superiore, corrispondente al podio, è quasi scomparso del tutto, ne resta solo il tamburo (architettura) ottagonale in blocchi lapidei. Il livello inferiore corrisponde alla cella vera e propria, parzialmente ipogea, realizzata in opera quadrata di blocchi di calcare.

### Teatro

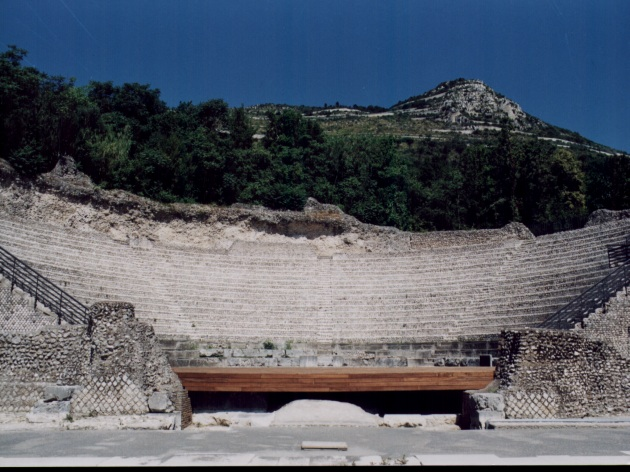
Teatro romano di Casinum (età augustea).

Il teatro romano, noto fin dal XVIII secolo, venne scavato da Gianfilippo Carettoni a nome della Soprintendenza della Antichità della Campania rappresentata dal professore Amedeo Maiuri.
Il teatro subì diverse distruzioni per i bombardamenti che colpirono Cassino durante la seconda guerra mondiale e dopo la guerra fu anche depredato.
Nel 1956 è iniziata la prima vera operazione di restauro, per mano dell'architetto Giulio Jacopi della Soprintendenza di Napoli, tale lavoro ha riguardato le strutture fuori terra sia nell'area della scena e nel coronamento, sia nelle sostruzioni della cavea e della gradinate, le quali vennero completamente ricostruite in stile.
Successivamente, è stata realizzata una grande operazione di recupero del monumento, sono stati attuati espropri e abbattimenti delle costruzioni interessate, è stato costruito un parcheggio. Nel biennio 2000/2001 ci sono stati nuovi interventi di restauro e scavi diretti dall'architetto Silvano Tanzilli, lavori che hanno interessato l'area dei portici post scaenam e la parte terminale est che concludeva il commesso teatrale, a ridosso della strada basolata.
Le caratteristiche tecniche collocano la sua datazione in età augustea.
La cavea era divisa da uno stretto passaggio/corridoio (praecinctio) in due settori distinti (moeniana), superiore (summa cavea) e inferiore (ima cavea). I gradini erano divisi, attraverso strette scale, a loro volta in 4 sezioni (cunei), intagliate nei blocchi. Il meniano superiore era coronato da una galleria semi-anulare voltata (crypta), oggi in gran parte perduta.
La scena ha una pianta rettangolare, nel muro di fondo (frons scaenae), ancora parzialmente conservato, si aprivano le classiche tre porte attraverso le quali entravano ed uscivano gli attori nel teatro antico: la regia al centro e le hospitalia ai lati. La parte posteriore della scena era caratterizzata dalla fronte continua del muro con paramento in opus reticulatum e dalle brevi rampe di accesso alle tre porte inquadrate da semicolonne di calcare. Dagli ultimi scavi sul teatro è emerso che esisteva sui tre lati della piazza retrostante la scena un portico a doppia campata, mentre sul lato ovest, a ridosso della scena, un portico ad una sola campata con pilastri e colonne, del quale si conservano lo stilobate e la canaletta esterna (visibile anche sul lato sud).

### Ninfeo Ponari

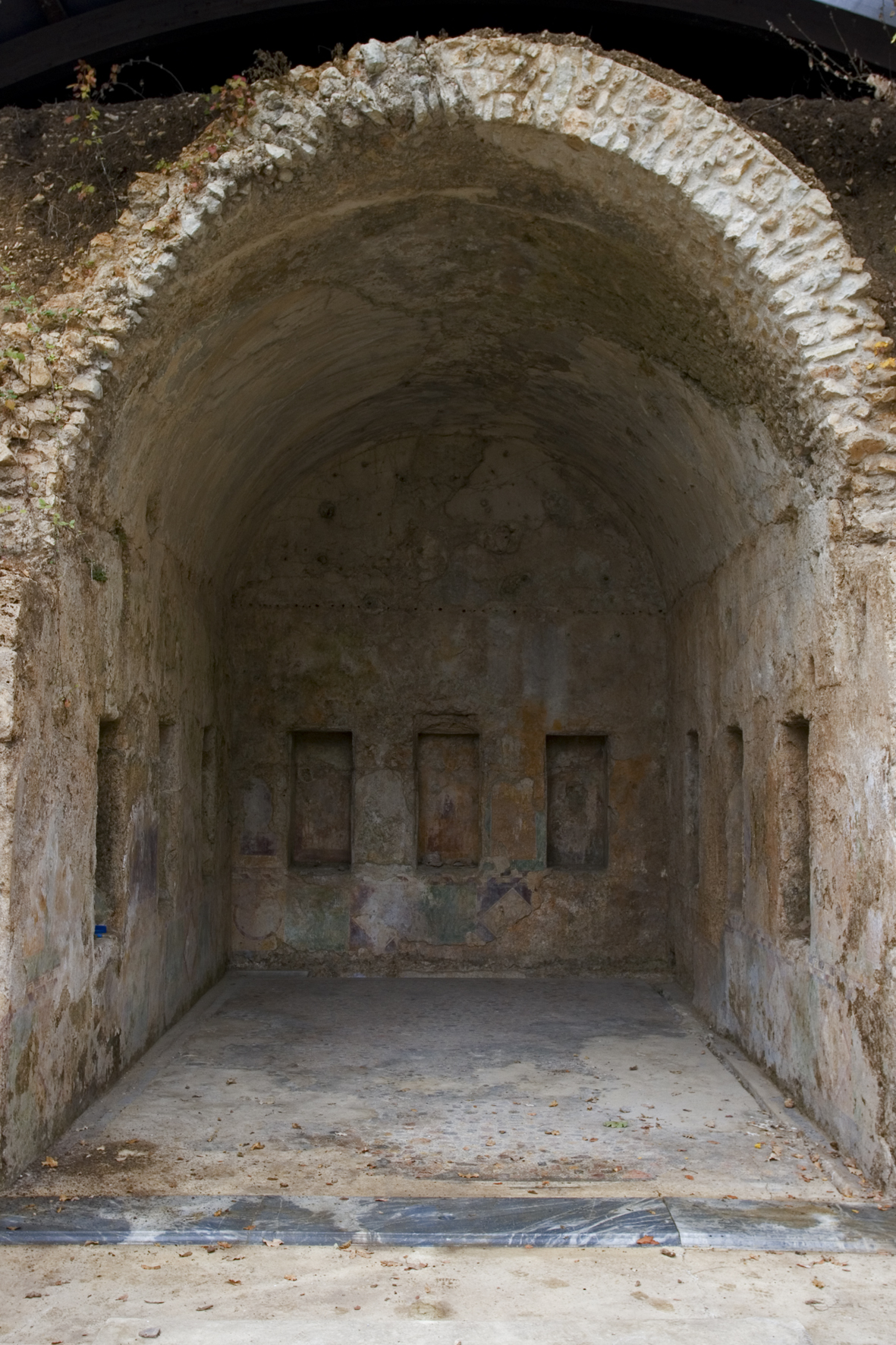
Ninfeo Ponari di Casinum (I secolo a.C.).

Il Ninfeo Ponari si trova nella zona mediana dell'antica Casinum, sulla fascia longitudinale a monte del sistema urbanistico dell'antica città e ne occupa uno dei quadranti settentrionali. In questa zona, caratterizzata da una certa pendenza, trovavano collocazione le principali domus della città romana.
L'edificio è databile al I secolo a. C., ma le decorazioni arrivano fino al II secolo d.C.
Il ninfeo risulta semi-incassato nel terreno e coperto da una volta a botte a sesto ribassato, presenta una pianta rettangolare, chiuso su tre lati e completamente aperto su quello frontale. Le tre pareti sono movimentate dalla presenza di nove nicchie (tre per ogni parete) a pianta rettangolare e copertura piana.
L'edificio si apriva con una sorta di stretto atrio, da intendere come parte integrante dell'edificio stesso. Tale atrio è a pianta quasi quadrata, delimitato da pareti laterali scandite verticalmente in facciata da lesene, completamente scoperto e arricchito, al centro, da una piccola vasca a pianta quadrata.
Il pavimento è decorato con un mosaico a scaglie marmoree (scutulatum).
Le pareti del ninfeo rivelano tracce dell'esistenza di due fasi decorative. La prima fase decorativa è detta a “mosaico rustico”, realizzata con tesserine di blu egiziano, frammentini di calcare, forme di vetro policromo e conchiglie di vario tipo (tellina, cardium, murex brandaris, ecc.). La seconda fase decorativa parietale è più tarda, testimonia una ristrutturazione del complesso in età imperiale e consiste in una decorazione a intonaco dipinto.
Interessante è osservare gli ornamenti dell'atrio che precede il ninfeo, le pareti hanno la stessa successione delle due fasi descritte precedentemente.
La pavimentazione dell'avancorpo, in mosaico monocromatico, è assai lontana dalla raffinatezza di quella dello spazio interno. Lo spazio centrale dell'ambiente è occupato da una vasca di compluvio foderata in marmo bianco venato, fiancheggiata sui lati lunghi da lastre di marmi mischi probabilmente di reimpiego e dalla disposizione irregolare. Il resto dello spazio è pavimentato in mosaico bianco a tessere medio-grandi in calcare.